# OS B 2/3 (Karlsruhe)
Die Compagnie de l’Ouest Suisse (OS) beschaffte zwischen 1856 und 1858 insgesamt 15 Schlepptenderdampflokomotiven der Bauart B 2/3, die als Gemischtzuglokomotiven konstruiert waren. Sie wurden von der Maschinenbau-Gesellschaft Karlsruhe geliefert und ab 1890 – bis auf zwei bei den Suisse-Occidentale–Simplon (SOS) schon ausrangierte Lokomotiven – von der Jura-Simplon-Bahn (JS) weiterverwendet.
Es handelt sich um die zweite Serie dieses Maschinentyps bei der OS, für die anderen Lokomotiven dieser Bauart siehe B 2/3.
Als einziger Lokomotivtyp der OS wechselten sie bei der OS nie die Lokomotivnummer. Erst bei der JS wurden sie nummeriert, wobei sich die Reihenfolge nach dem Alter des Kessels richtete.

## Technisches
Die Maschine war eine des Stephenson-Longboilertyps. Der Kessel hatte als Besonderheit einen sehr hohen Dampfdom auf Höhe der Laufachse, der fast die Höhe des Kamins erreichte. Die Feuerbüchse war hinter den Treibachsen angeordnet. Die Einströmrohre wurden durch die Rauchkammer geführt, beim Kesselersatz wurden sie aber nach aussen verlegt. Die Sicherheitsventile waren auf dem Mannslochdeckel über der Feuerbüchse angebracht. Die Maschinen hatten kein Führerhaus, sondern nur Stirnwände mit kleinem Dachansatz, sogenannte Lunettes-Stirnwände.
Beim Kesselersatz erhielten die Nummern 9, 11 und 17 einen Kessel mit kleinem Dampfdom, auf welchem sich ein Romsbotton-Sicherheitsventil befand. Der anfängliche Kesseldruck betrug 8 bar. Bei den Ersatzkesseln wurde er auf 9 bar erhöht, ansonsten unterscheiden sich die beiden Kessel in den Abmessungen nicht. Die ersten Maschinen hatten noch grössere, konische Funkenfängerkamine, diese wurden aber schnell an die später gelieferten Lokomotiven angepasst, welche leicht konische Blechkamine hatten. Diese waren teilweise mit umklappbaren Ablenkhauben für die Tunnelfahrt versehen. Sie wurden später gegen Gusskamine getauscht.
Der leicht gebaute Innenrahmen stützte sich auf zwei gemeinsamen umgekehrte Blattfedern der Kuppelachse ab. Die Laufachse hatte obere Tragfedern über den Achsen. Der Regulatorzug wurde oberhalb des Kessels geführt, der Bedienhebel befand sich vor der Stirnwand. Der Sandkasten befand sich hinter dem Dampfdom und streute vor die Treibachse. Anfänglich waren nur Fahreinspeisepumpen vorhanden, welche in den 1870er-Jahren ersetzt wurden. Die Maschinen hatten ein aussenliegendes Triebwerk, welches auf die erste Kuppelachse wirkte, besassen aber eine innenliegende Stephenson-Steuerung. Diese wirkte auf die senkrecht gestellten Schieber. Es war eine Hebelumsteuerung eingebaut. Anfangs war kein Schutzkasten für die Kuppelräder vorhanden, sondern das Umlaufblech wurde gebogen über sie weggeführt. Die Umlaufbleche wurden zu einem späteren Zeitpunkt durch gerade mit Schutzkasten ersetzt. Die Schutzkästen waren aber aus Gewichtsgründen durchbrochen ausgeführt.
Der Tender war zweiachsig mit Aussenrahmen und äusseren Tagfedern über den Achsen. Zwischen dem hufeisenförmig angelegten Wassertank befand sich der Kohlenraum. Es war eine Gegendruckbremse vorhanden, allerdings keine Klotzbremse an der Maschine. Nur der Tender besass eine immer wirksame Bremse, eine Spindelhandbremse. Diese lag schräg und wirkte auf vier Klötze. Einzig die Nummer 53 und 39 erhielten 1888 vorübergehend eine Treibradbremse nach Wegner, die sich aber nicht bewährte und deshalb wieder ausgebaut wurde. Zwischen 1888 und 1890 erhielten alle noch vorhandenen Maschinen eine automatische Druckluftbremse nach Wegner, welche auch auf die Tenderräder wirkte. Der Hauptluftbehälter war röhrenförmig über dem Kessel angeordnet. Die Lokomotiven besassen eine Dampfheizung und wurden um 1889/90 mit Geschwindigkeitsmesser nachgerüstet.
| Bezeichnung                            | OS-Nr. SO/SOS-Nr. | JS-Nr. ab 1890 | Name                  | Fabrik- nummer | Baujahr | Hersteller | 2. Kessel | ausrangiert | Bemerkungen          |
| -------------------------------------- | ----------------- | -------------- | --------------------- | -------------- | ------- | ---------- | --------- | ----------- | -------------------- |
| ab 1873: I ab 1887: A2T ab 1902: B 2/3 | 6                 | 51             | La Ville d’Yverdon    | 39             | 1856    | Karlsruhe  | –         | 1891        |                      |
| ab 1873: I ab 1887: A2T ab 1902: B 2/3 | 7                 | 54             | La Ville de Morges    | 40             | 1856    | Karlsruhe  | 1887      | 1899        |                      |
| ab 1873: I ab 1887: A2T ab 1902: B 2/3 | 8                 | 55             | La Ville de Lausanne  | 41             | 1856    | Karlsruhe  | 1884      | 1900        |                      |
| ab 1873: I ab 1887: A2T ab 1902: B 2/3 | 9                 | 56             | L’Eclair              | 42             | 1857    | Karlsruhe  | 1884      | 1899        |                      |
| ab 1873: I ab 1887: A2T ab 1902: B 2/3 | 10                | 57             | La Ville de Cossonay  | 43             | 1857    | Karlsruhe  | 1884      | 1896        |                      |
| ab 1873: I ab 1887: A2T ab 1902: B 2/3 | 11                | 58             | Simplon               | 44             | 1857    | Karlsruhe  | 1887      | 1901        |                      |
| ab 1873: I ab 1887: A2T ab 1902: B 2/3 | 12                | 59             | Chillon               | 45             | 1857    | Karlsruhe  | 1882      | 1898        |                      |
| ab 1873: I ab 1887: A2T ab 1902: B 2/3 | 13                | 60             | St. Bernard           | 46             | 1857    | Karlsruhe  | 1885      | 1898        |                      |
| ab 1873: I ab 1887: A2T ab 1902: B 2/3 | 14                | –              | Vautour               | 47             | 1857    | Karlsruhe  | –         | 1889        |                      |
| ab 1873: I ab 1887: A2T ab 1902: B 2/3 | 15                | 61             | La Ville de Grandson  | 48             | 1857    | Karlsruhe  | 1885      | 1898        |                      |
| ab 1873: I ab 1887: A2T ab 1902: B 2/3 | 16                | 801            | La Promenthouse       | 83             | 1858    | Karlsruhe  | –         | 1891        | 1878 Umbau zur E 2/3 |
| ab 1873: I ab 1887: A2T ab 1902: B 2/3 | 17                | 62             | La Vaudoise           | 84             | 1858    | Karlsruhe  | 1884      | 1902        |                      |
| ab 1873: I ab 1887: A2T ab 1902: B 2/3 | 18                | –              | La Ville de Neuchâtel | 85             | 1858    | Karlsruhe  | –         | 1888        |                      |
| ab 1873: I ab 1887: A2T ab 1902: B 2/3 | 19                | 52             | La Ville de Genève    | 86             | 1858    | Karlsruhe  | –         | 1892        |                      |
| ab 1873: I ab 1887: A2T ab 1902: B 2/3 | 20                | 53             | La Veveyse            | 87             | 1858    | Karlsruhe  | –         | 1890        |                      |

## Umbau der Nummer 16 in E 2/3 801
Im Jahre 1878 wurde die Nummer 16 in eine Tendermaschine für den Rangierdienst umgebaut. Genaue Angaben darüber sind nicht erhalten geblieben, ausser dass sie kleine Treibräder mit 1320 mm Raddurchmesser erhielt und die Laufachse kurvenbeweglich eingerichtet wurde. Ihr neues Gesamtgewicht betrug 31,5 Tonnen, wovon 24 Tonnen Reibungsgewicht waren. Sie erhielt sicher einen hinteren Stossbalken sowie vermutlich seitliche Wasserkästen und ein Führerhaus mit hinterem Kohlebehälter. Ebenfalls musste eine Klotzbremse eingebaut worden sein, deren Ausführung nicht bekannt ist. Die Maschine musste 1891 infolge eines Kesselschadens ausrangiert werden und wurde abgebrochen.

## Betrieb
Die Maschinen galten als nicht gerade leistungsstark. Es wird geschätzt, dass die Belastungsgrenze bei Personenzügen bei 200 Tonnen lag.